# 鈴木俊作
鈴木 俊作（すずき しゅんさく、1949年 - ）は日本の建築家。
東京都生まれ。1972年日本大学理工学部建築学科卒業。1972年 - 1977年 (株）小林建築事務所。1979年 - 2001年、小河建築設計事務所東京事務所。2003年以降は協立建築設計事務所に所属。

## 受賞歴
- 1985年、八王子市斎場設計競技第1位[1]
- 1991年、中央区セレモニーホールプロポーザル第1位[1]
- 2000年、東京都新宿区西新宿中学校で平成12年度文教施設協会協会賞（施設計画部門）[1]
- 2001年、川口やまゆり館（複合文化施設）が八王子八十八景選定[1]
- 2004年、足立区立千寿双葉小学校 プロポーザル入選[1]
- 2005年、芦花公園前賃貸住宅（東京都住宅供給公社）プロポーザル第1位[1]
- 2007年、豊島岡女子学園入間総合グランドで日本建築家協会優秀建築選[1]
- 2008年、墨田区立両国中学校で平成20年度文教施設協会協会賞（総合部門）[1]
- 2011年、日本大学理工学部船橋キャンパス新サークル棟で平成23年日本建築士会連合会賞奨励賞、第6回NISCイソバンドデザインコンテスト部門賞（教育施設等）[1]
- 2012年、日本大学理工学部船橋キャンパス新サークル棟で、東京建築賞（第38回）一般部門一類最優秀賞[1]